# Token no fungible

Ilustración de un token no fungible generado por un contrato inteligente (un programa diseñado para ejecutar automáticamente los términos del contrato)

Un token no fungible o vale no fungible (en inglés: Non-Fungible Token, sigla NFT)  es un activo digital encriptado.  Se trata de un tipo especial de token criptográfico que representa algo único. Los tókenes no fungibles no son, por tanto, intercambiables de forma idéntica.  Esto contrasta con criptomonedas como el Bitcoin, y muchos tókenes de red o de utilidad que son fungibles por naturaleza. Las 4 principales características de los NFT es que son únicos, indivisibles, transferibles y con la capacidad de demostrar su escasez.
Los NFT han sido objeto de críticas, principalmente respecto a su alto coste energético y la huella de carbono asociada a la validación de transacciones en la cadena de bloques, así como por su frecuente uso en estafas virtuales. Otras críticas se refieren a la verdadera utilidad de establecer un comprobante de propiedad en un, a veces extralegal, mercado no regulado.
En septiembre de 2023 se conoció que el valor de la gran mayoría de los tókenes es nulo y que incluso los que se vendieron por altas sumas habían reducido su valor a prácticamente cero.

## Aplicaciones
Los tókenes no fungibles se utilizan para copiar y pegar, y la posibilidad de interoperabilidad de los activos en múltiples plataformas.  Los NFT se utilizan en varias aplicaciones específicas que requieren artículos digitales únicos, como el criptoarte, los coleccionables digitales y los juegos en línea. También son utilizados como producto digital único, de tipo histórico o del patrimonio cultural, que representa a uno real, como es el caso del NFT de una de las cartas de Cristobal Colón a la reina Isabel La Católica.
Más tarde, populares juegos de cadena de bloques como CryptoKitties hicieron uso de NFT en la cadena de bloques de Ethereum. Los NFT también se han utilizado para representar activos de videojuegos que son controlados por el usuario en lugar del desarrollador del juego. Esto permite que los activos se negocien en mercados de terceros sin el permiso del desarrollador del juego.

### Mercado de arte

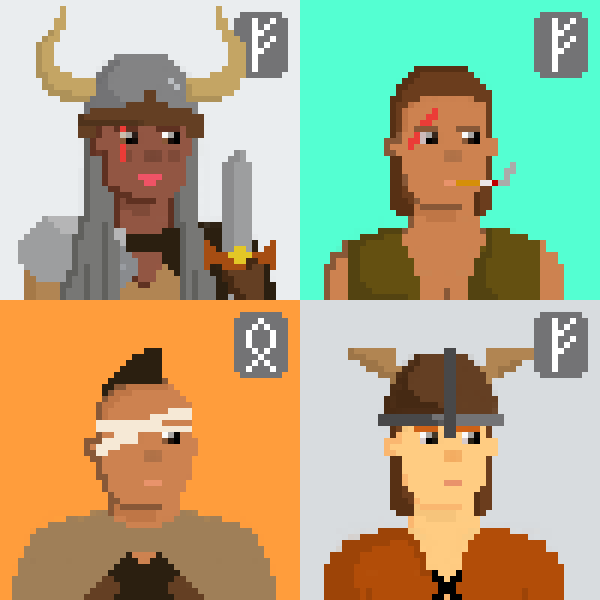
Algunos NFT de arte digital, como estos personajes de arte de píxel, son ejemplos de arte generativo.

El arte es un área de uso temprano para los NFT y cadena de bloques en general, debido a su capacidad de proporcionar prueba de autenticidad y propiedad de la obra de arte digital o reproducible, que de otra manera tendría que lidiar con la posibilidad de reproducción masiva y distribución no autorizada a través del internet. Plataformas como Superrare o Nifty Gateway que utilizan la cadena de bloques de Ethereum, se han especializado en las transacciones mercantiles del arte digital, a través de la venta, la reventa y la subasta.
En febrero de 2021 inició un hype con el trabajo Everydays. The first 5000 days del artista digital estadounidense Beeple, que fue la primera obra de arte NFT en ser listada en Christie's, una de las principales casas de subastas. Unos días después, el meme animado de Nyan cat había sido vendido en un sitio de internet por 600 000 dólares estadounidenses (USD).
En un análisis originalmente publicado en el revista de arte en línea Artishock, y posteriormente republicado en el blog de crítica de arte de Colombia esfera pública, los autores calculan los costos económicos de participación en el mercado de arte de los NFT, advirtiendo que las nociones de descentralización (en las que se excluyen el Servidor en el que se aloja el NFT, los servicios pagos de internet y la aplicación web que permite al usuario alojar sus NFT en el servidor) de la cadena de bloques y acceso equitativo, que sostienen el entramado del nuevo mercado de arte, están aun lejanas para los creadores latinoamericanos, a razón de factores tales como acceso a la infraestructura, devaluación de la moneda local (que hace costoso el pago de las transacciones dentro del Ethereum, y la adquisición de software de creación digital), unidos a la falta de una divulgación amplia en educación de arte digital.
En los primeros días de abril de 2021 diferentes medios de prensa reportaron una caída promedio en los precios de los NFT de alrededor del 70 %. Al mismo tiempo, varias obras de criptoarte presentadas por casas de subasta recaudaron cifras millonarias a los pocos minutos de iniciar, así mismo un pixel de color gris fue vendido en más de un millón de dólares.
En Latinoamérica los primeros artistas en incursionar en el mercado de los NTF son el ilustrador chileno Alberto Montt quien vendió su viñeta Viernes Santo de su serie Dosis diarias a través de la plataforma OpenSea y el escultor colombiano Joaquín Restrepo quien vendió Intimus; su primera obra con NFT por 0.71 ETH que equivale a 1,700 dólares a través de la plataforma Foundation.app. En España, el primer NFT subastado en el país fue OLEA Genesis, de Solimán López. Aunque ya había criptoartistas españoles como Javier Arrés vendiendo sus obras como NFT en 2019. Entre los criptoartistas europeos, han destacado Borja Moskv, Javier Arrés o Zigor, quien creó la colección de WillyRex. Este último agotó su colección en segundos.

### Juegos
Las NFT se pueden usar para representar activos en el juego, como parcelas digitales de tierra, que son controladas por el usuario en lugar del desarrollador de videojuegos. Las NFT permiten que los activos se negocien en mercados de terceros sin el permiso del desarrollador del juego.
En octubre de 2021, el desarrollador Valve prohibió las aplicaciones que utilizan la tecnología cadena de bloques o NFT para intercambiar valor o artefactos de juego desde su plataforma Steam. A lo largo de finales del 2021 y principios del 2022, los juegos denominados juega para ganar basados en criptomonedas empezaron a adquirir mala fama debido a la multitud de proyectos que, en cuestión de días, resultaba ser estafas de NFT en las cuáles la liquidez de la criptomoneda se desplomaba a niveles mínimos, un fenómeno denominado en inglés rug pull, 'tirón de alfombra'.
Sonado es el caso de un proyecto de juego NFT basado en Minecraft llamado «Blockverse». Solo dos días después de que lanzaran a la venta una colección de diez mil NFT, que se agotó en apenas ocho minutos, los desarrolladores del juego desaparecieron con el dinero de los compradores. El servidor en Discord y el sitio oficial del proyecto fueron cerrados. Los estafadores se dieron a la fuga con más de 3 millones de dólares.

### Mundos virtuales
Algunas comunidades privadas en línea se han formado en torno a la propiedad confirmada de ciertas versiones de NFT.
Los mundos virtuales como Decentraland, Sandbox y Somnium Space permiten a los usuarios crear galerías para mostrar arte NFT y elementos del juego NFT. Los NFT se han utilizado para subastar terrenos virtuales dentro de los juegos. En junio de 2021, una parcela de tierra virtual tamaño dieciséis acres en Decentraland se vendió por 913 228.20 dólares.
Con el auge de los mundos virtuales y los NFT, han nacido empresas que se dedican a construir edificaciones en ellos, como la española Polygonal Mind.

### Música
Blockchain y la tecnología que permite la red han dado la oportunidad a los músicos de publicar su trabajo como tókenes no fungibles. A medida que su popularidad creció en 2021, los NFT fueron utilizados por artistas y músicos para recuperar los ingresos perdidos debido a la pandemia de COVID-19 de 2020. En febrero de 2021, los NFT generaron alrededor de 25 millones de dólares dentro de la industria musical. El 28 de febrero de 2021, el músico dance electrónica 3LAU vendió una colección de 33 NFT por un total de 11.7 millones de dólares para conmemorar el aniversario de tres años de su álbum Ultraviolet. El 3 de marzo de 2021, la banda de rock Kings of Leon se convirtió en la primera en anunciar el lanzamiento de un nuevo álbum, When You See Yourself, en la forma de una NFT que generó un informe de 2 millones de dólares en ventas. Otros músicos que han utilizado NFT incluyen el rapero estadounidense Lil Pump, el artista visual Shepard Fairey en colaboración con el productor discográfico Mike Dean, y el rapero Eminem.
Con la tecnología NFT, se han creado plataformas como Async.music, en las que las distintas partes de una canción están integradas en distintos NFT, haciendo que los distintos dueños puedan cambiar cómo se escucha la versión final. Esto hace que el público pueda elegir la producción que más les guste.

### Cine
En mayo de 2018, 20th Century Fox se asoció con Atom Tickets y lanzó carteles digitales de edición limitada de Deadpool 2 para promocionar la película. Estaban disponibles en OpenSea y GFT Exchange. En marzo de 2021, el documental de Adam Benzine Claude Lanzmann: Spectres of the Shoah, de 2015, se convirtió en la primera película cinematográfica y documental en ser subastada como un NFT.
Otros proyectos en la industria cinematográfica que utilizan NFT incluyen el anuncio de que una colección exclusiva de obras de arte del NFT será lanzado para Godzilla vs. Kong y el director Kevin Smith anunció en abril de 2021 que su próxima película de terror Killroy Was Here sería lanzada como un NFT. La película de 2021 Zero Contact, dirigida por Rick Dugdale y protagonizada por Anthony Hopkins, también fue lanzada como un NFT.
En abril de 2021, un NFT asociado con la partitura de la película Triumph, compuesta por Gregg Leonard, fue acuñado como el primer NFT para una partitura de película.
En noviembre de 2021, el director de cine Quentin Tarantino lanzó siete NFT basados en escenas sin cortar de Pulp Fiction. Miramax posteriormente presentó una demanda alegando que sus derechos cinematográficos fueron violados.

### Bienes raíces y mercado de hospitalidad
El mercado de bienes raíces ya sea de vivienda, comercial o en sus diversas ramificaciones también está participando en los usos de los NFT. Se trata de «la tokenización de activos inmobiliarios, como mecanismo que pretende la representación de un derecho real de una persona, determinada, sobre un bien inmueble, a través de un archivo digital denominado token en una red de cadena de bloques».
En esta se ven distintas modalidades de participación en el mercado y diversos productos financieros del sector tecnológico financiero, desde la obtención de la propiedad completa hasta la inversión en diversas propiedades en distintas ciudades en el mundo por una fracción del costo de una vivienda por un tiempo determinado. 
En esto último empieza a traslaparse con el mercado de hospitalidad y con el de arrendamiento o alquiler. 
Se dice que «la tecnología de cadena de bloques elimina los intermediarios en las transacciones, las registra en una red distribuida de nodos, y se agrupa en bloques, enlazados entre sí, mediante hashes o resúmenes».

### Otros usos
Una serie de memes de Internet se han asociado con NFT, que fueron vendidos por sus creadores. Ejemplos incluyen Doge, una imagen de un perro Shiba Inu cuya NFT se vendió por 4 millones de dólares en junio de 2021, así como Charlie Bit My Finger, Nyan Cat y Disaster Girl.
Algunas estrellas porno también han tokenizado su trabajo pornográfico, lo que permite la venta de contenido único para sus clientes, aunque la hostilidad de los mercados de NFT hacia el material pornográfico ha presentado inconvenientes significativos para los creadores.
Las entradas, para cualquier tipo de evento, se han sugerido para la venta como NFT. Tales propuestas permitirían a los organizadores de eventos o artistas obtener regalías en las reventas.
La primera protesta política acreditada NFT ("Destrucción del Monumento Nazi que simboliza la Lituania Contemporánea") fue un video filmado por el profesor Stanislovas Tomas el 8 de abril de 2019 y acuñado el 29 de marzo de 2021. En el video, Tomas usa un mazo para destruir una placa lituana patrocinada por el estado ubicada en la Academia Lituana de Ciencias en honor al criminal de guerra nazi Jonas Noreika.

## Estándares
Se han creado estándares de tókenes específicos para apoyar el uso de una cadena de bloques en los juegos. Entre ellos se encuentran el estándar ERC-721 de Ethereum de CryptoKitties, y el más reciente estándar ERC-1155.

### Estándar ERC-721
ERC-721 fue el primer estándar para representar activos digitales no fungibles. Se trata de un estándar de contrato inteligente heredable de Solidity, lo que significa que los desarrolladores pueden crear fácilmente nuevos contratos compatibles con ERC-721 importándolo desde la biblioteca OpenZeppelin. El estándar ERC-721 se usa para NFT de edición única (1/1).

### Estándar ERC-1155
ERC-1155 trae la idea de semi-fungibilidad al mundo NFT, así como proporciona un superconjunto de la funcionalidad ERC-721, lo que significa que un activo ERC-721 podría ser construido usando ERC-1155. El estándar ERC-1155 se utiliza para NFT que tienen más de una edición (1/x).

## Crecimiento y atractivo para el público en general
En junio de 2017, CryptoPunks fue lanzado como el primer Token No Fungible en la cadena de bloques de Ethereum por el estudio estadounidense Larva Labs, un equipo de dos personas formado por Matt Hall y John Watkinson. A finales de 2017 salió a la luz otro proyecto llamado CryptoKitties, el cual se hizo viral y posteriormente recaudó una inversión de 12.5 millones de dólares. RareBits, un mercado y casa de cambio de tókenes no fungibles, recaudó una inversión de 6 millones de dólares. Gamedex, una plataforma de juegos de cartas coleccionables que es posible gracias a las NFT, recaudó una ronda de semillas de 800.000 dólares. Decentraland, un mundo virtual basado en cadena de bloques, recaudó 26 millones de dólares en una oferta inicial de monedas, y tenía una economía interna de 20 millones de dólares en septiembre de 2018. Nike tiene una patente para sus zapatillas NFT basadas en cadena de bloques llamadas CryptoKicks. El álbum When You See Yourself de Kings of Leon es el primer álbum musical distribuido como tókenes no fungibles. En febrero de 2021, la cantante Grimes vendió alrededor de 6 millones de dólares en arte digital en Nifty Gateway. El 17 de marzo de 2021, la banda Belladonna se convirtió en la primera banda en el mundo en realizar una subasta de una canción usando el NFT de 1-de-1 que incluía los derechos de distribución del master de la canción.

Por su parte la revista Time subasto tres tókenes en marzo del 2021, uno de los cuales fue portada de su revista y cuyo texto hace alusión a la muerte del dinero fíat, el máximo precio que se pagó por uno de ellos es 47 115 dólares.

### Dapper Labs and NBA Top Shot
Dapper Labs, en colaboración con la NBA, lanzó en el primer semestre de 2020 una versión beta de su app basada en NFT coleccionables y negociables, en la que llevaban trabajando desde 2018. La misma vende tókenes en lotes que, según dicen, contienen multimedia y datos machacados. El 1 de octubre de 2020 se anunció que habían salido de la beta y se abrió a todos los aficionados. Al 28 de febrero de 2021, Dapper Labs reportaba más de 230 millones de dólares en ventas brutas en la aplicación.

## Problemáticas y críticas

### Inoponibilidad del derecho de autor

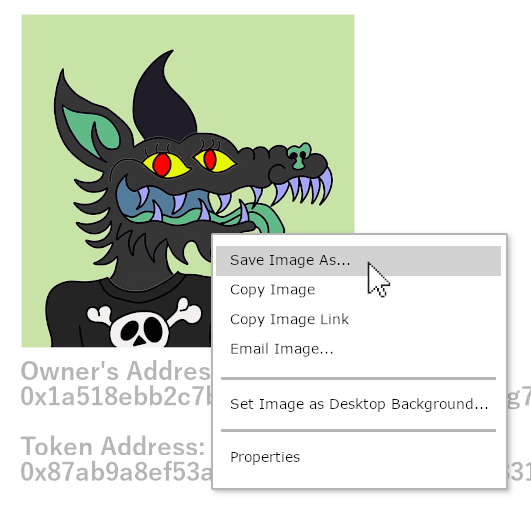
El arte digital vinculado a un NFT puede ser guardado como cualquier otra imagen en la web

Debido a que los NFT están funcionalmente separados de las obras de arte subyacentes, cualquier persona puede copiar la imagen de un NFT, generalmente con un clic derecho. Los partidarios de NFT han nombrado esta duplicación de obras de arte como una "mentalidad de clic derecho". Un coleccionista citado por Vice compara el valor de un NFT comprado con un símbolo de estatus.
La expresión mentalidad de clic derecho se viralizó en internet, particularmente entre críticos del mercado de NFT y que usan el término para alardear la facilidad de capturar arte digital respaldado por NFT. Esta crítica fue promovida por el programador australiano Geoffrey Huntley, quien creó The NFT Bay, siguiendo el modelo de The Pirate Bay. En noviembre de 2021, NFT Bay anunció un archivo torrent que supuestamente contenía 19 terabytes de imágenes NFT de arte digital.
La transmisión de NFT, a primera instancia, no implica la transacción de los derechos de autor. De ordinario, dicha información ni siquiera se incluye en la cadena de bloques, de ahí que los NFT inciden en el derecho de autor de una manera más indirecta, esto es en sus impactos de mercado, como en los casos de plagio u otras infracciones.

### Almacenamiento fuera de la cadena de bloques
Los NFT que involucran arte digital generalmente no almacenan el archivo de arte asociado en la cadena de bloques debido a su tamaño. El token funciona de una manera más similar a un certificado de propiedad, con una dirección web que apunta a la obra de arte en cuestión, lo que hace que el arte esté sujeto a, por ejemplo, la ruptura de enlaces. Además, si el NFT se creó en plataformas como OpenSea, el almacenamiento del archivo en cuestión estará en servidores centralizados. Sin embargo, existen otras opciones descentralizadas y duraderas de almacenamiento como IPFS.

### Impacto ambiental
Los NFT en la cadena de bloques de Ethereum han sido criticados debido al excesivo gasto energético que provoca su creación. A esto se une el hecho de que la mayoría de la energía no proviene de fuentes de energía renovable. La mayoría de los centros computacionales se ubican en regiones geográficas donde la electricidad es barata y en lugares donde las condiciones climáticas colaboran con la refrigeración de los computadores. Sin embargo, a día de hoy no hay información disponible sobre la huella de carbono de los NFT.
Mientras algunos artistas digitales niegan el impacto ambiental de los NFT, un grupo amplio, entre ellos Alice Bucknell y Joanie Lemercier, han enfatizado el daño ecólogico, así como han criticado la falta de transparencia de las plataformas para las transacciones con NFT sobre las emisiones de dióxido de carbono que produce un NFT y sus posteriores transacciones.

### Plagio y fraude
Ha habido ejemplos de artistas a los que se les ha copiado sin permiso sus obras y se han vendido como NFT. Después de la muerte de la artista Qing Han en 2020, un estafador asumió su identidad y varias de sus obras estuvieron disponibles para su compra como NFT. De manera similar, un vendedor que se hizo pasar por Banksy logró vender un NFT supuestamente hecho por el artista por $ 336,000 en 2021; en este caso, el vendedor reembolsó el dinero después de que el caso llamó la atención de los medios de comunicación.
Un proceso conocido como "sleepminting" también puede permitir que un estafador acuñe un NFT en la billetera de un artista y lo transfiera a su propia cuenta sin que el artista se dé cuenta. Esto permitió que un hacker de sombrero blanco inventara un NFT fraudulento que aparentemente se había originado en la billetera del artista Beeple.
La BBC informó sobre un caso de uso de información privilegiada cuando un empleado del mercado NFT OpenSea compró NFT específicas antes de su lanzamiento, con el conocimiento previo de que serían promovidas en la página principal de la compañía. El comercio de NFT es un mercado no regulado que no tiene recurso legal para tales abusos.
Las obras de arte digitales robadas a menudo se venden de forma fraudulenta como NFT. En su anuncio de desarrollar compatibilidad con NFT para el editor de gráficos Photoshop, Adobe ha propuesto la creación de una base de datos del sistema de archivos interplanetario para garantizar mejor la atribución adecuada del arte NFT.

### Acusaciones de esquema piramidal o Ponzi
Algunos críticos consideran que la estructura del mercado de NFT es similar a un esquema piramidal o Ponzi, donde los primeros usuarios se benefician a expensas de los que compran más tarde. El teórico financiero William J. Bernstein ha comparado el mercado de NFT con la tulipomanía del siglo XVII, sosteniendo que cualquier burbuja especulativa requiere un avance tecnológico para que la gente "se entusiasme", y parte de ese entusiasmo proviene de predicciones extremas que se hacen sobre el producto. En junio de 2022, el magnate estadounidense Bill Gates describió a los NFT como algo «basado al 100% en la teoría del tonto mayor».